# 1988년 동계 올림픽 괌 선수단
1988년 동계 올림픽 괌 선수단은 캐나다 캘거리에서 개최된 1988년 동계 올림픽에 참가한 올림픽 괌 선수단이다. 이번이 괌의 첫 번째 동계 올림픽 출전이었으며, 2018년까지 괌의 유일한 동계 올림픽 출전 경험이다.
이 대회에서는 바이애슬론 종목의 주드 뱅커트 (당시 39세) 선수가 유일하게 출전하였다. 원래는 미국 미시간주 태생으로 아웃도어 스포츠에 열광하던 사람으로서 1981년 괌으로 이주한 남자였다. 뱅커트는 올림픽 바이애슬론 종목에 출전하기 위해 1년여간 접촉하였으며 개막 불과 3일 전에 출전권을 얻게 되었다.

## 바이애슬론
| 선수        | 종목     | 결선    | 결선 | 결선 |
| 선수        | 종목     | 시간    | 실점 | 순위 |
| ----------- | -------- | ------- | ---- | ---- |
| 주드 뱅커트 | 스프린트 | 45:37.1 | 8    | 71   |

## 같이 보기
- 1988년 하계 올림픽 괌 선수단

## 참조
- 올림픽 공식 결과 보관됨 2012-02-04 - 웨이백 머신